# Dana White
Dana Frederick White Jr. (* 28. července 1969 Manchester, Connecticut, USA) je americký podnikatel, generální ředitel a prezident Ultimate Fighting Championship (UFC), globální organizace smíšených bojových umění. Mimo UFC je majitelem Power Slap, organizace zabývající se propagací slap fighting, kterou založil v roce 2022. Meta Platforms zvolila Whitea do své správní rady v roce 2025.

## Životopis
Dana White se narodil 28. července 1969 v Manchesteru ve státě Connecticut do rodiny s irskými kořeny. V sedmnácti letech začínal jako boxer, ale mezi profesionály se nikdy nedotáhl. Mimo zápasení si vyzkoušel pozici trenéra, manažera, rozhodčího nebo vedoucího tělocvičny.
V 90. letech 20. století opustil Boston a odletěl do Las Vegas, protože po něm vymáhal peníze tehdejší mafián Whitey Bulger. V Las Vegas se začal věnovat džúdžucu a seznámil se s Tito Ortizem and Chuckem Liddellem, kterým následně začal dělat manažera. Tehdejší majitel UFC Bob Meyrowitz se společnost chystal prodat. Dana White se spojil s kamarádem z dětství Lorenzem Fertittou a jeho starším bratrem Frankem, kteří vlastnili společnost Station Casinos, a za dva miliony dolarů společnost UFC v roce 2001 odkoupili jakožto dceřinou společnost firmy Zuffa.
Dana White se stal prezidentem společnosti. Společnost si nadále směla ponechat název Ultimate Fighting Championship. Patnáct let poté odkoupila majoritní podíl od Zuffa skupina investorů za více než čtyři miliardy dolarů. Společnost UFC zachránila televizní reality show The Ultimate Fighter, která mapovala cestu několika zápasníků. Ti společně žili ve vile, aby se postupně v soubojích vyřazovali. Do finále první řady se dostali Forrest Griffin a Stephan Bonnar.
Majetková struktura se v následujících letech několikrát změnila. Zuffa byla v roce 2016 prodána společnosti WME-IMG. V dubnu 2023 společnost Endeavor (přejmenovaná z WME-IMG) oznámila dohodu, na jejímž základě se profesionální wrestlingová společnost WWE spojí s UFC a vytvoří novou veřejnou společnost TKO Group Holdings. Dana White následně získal titul generálního ředitele UFC.

### Osobní život
Se svou manželkou Annou se oženil v roce 1996. Mají spolu dva syny a dceru. Byl vychován jako katolík a v dětství byl ministrantem, ale později se stal ateistou.

### Zdravotní problémy
V květnu 2012 prozradil, že mu byla diagnostikována Menièrova nemoc, onemocnění vnitřního ucha. O rok později podstoupil léčbu pomocí přípravku Orthokine, který podle jeho slov výrazně zmírnil jeho příznaky. V roce 2022 uvedl, že podstoupil lékařské vyšetření a byla mu diagnostikována extrémně vysoká hladina triglyceridů a další nesrovnalosti.

### Politika
Dana White vystoupil na republikánském národním sjezdu v Clevelandu ve státě Ohio v roce 2016, kde podpořil republikánského kandidáta Donalda Trumpa. Donald Trump v minulosti výrazně pomohl UFC v jejích počátcích. Dana White zopakoval svou podporu Trumpovi pro volby v roce 2020 a promluvil na pódiu na Trumpově volebním shromáždění v Coloradu. O čtyři roky později jej při kandidatuře opět podpořil.